# Терехово (Омская область)
Терехово — деревня в Большереченском районе Омской области. Входит в состав Новологиновского сельского поселения.

## История
Основана в 1809 г. В 1928 г. состояла из 119 хозяйств, основное население — русские. В составе Ново-Логиновского сельсовета Евгащинского района Тарского округа Сибирского края.

## Население
| 1926 | 2002 | 2010 | 2021 |
| ---- | ---- | ---- | ---- |
| 549  | ↘96  | ↘62  | ↘35  |